# Gare de Lestelle
Gare de Lestelle vasútállomás Franciaországban, Lestelle-de-Saint-Martory településen.

## Vasútvonalak
Az állomást az alábbi vasútvonalak érintik:
- Toulouse–Bayonne-vasútvonal

## Kapcsolódó állomások
A vasútállomáshoz az alábbi állomások vannak a legközelebb:
- Gare de Labarthe-Inard
- Gare de Saint-Martory